# Wolfgang Butt

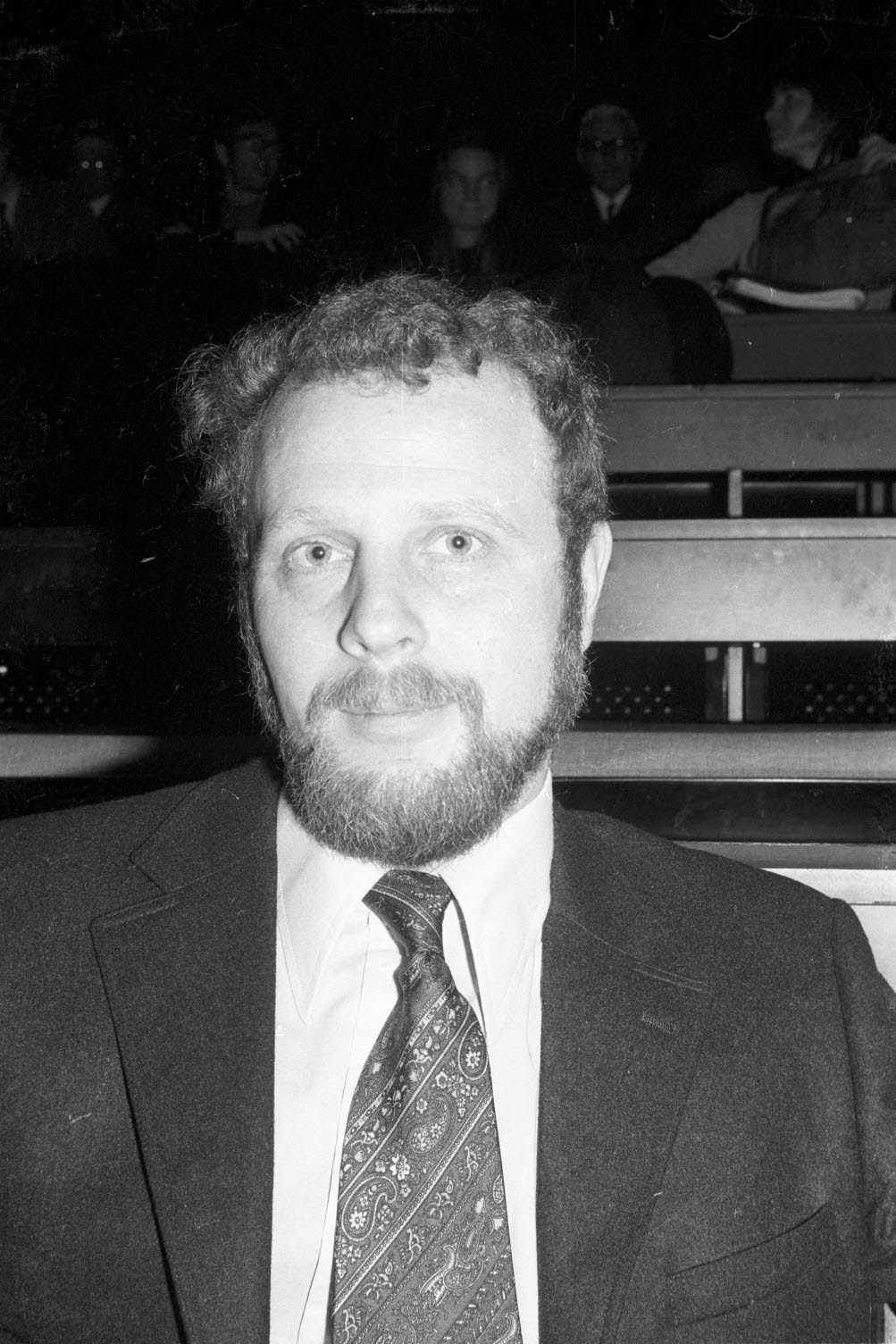
Wolfgang Butt 1973

Wolfgang Butt (* 1937 in Wuppertal) ist ein deutscher Skandinavist, Verleger und Übersetzer.

## Leben
Wolfgang Butt ist der Sohn eines protestantischen Verlegers. Butt schloss ein Studium der Skandinavistik an der Universität Kiel 1967 mit der Promotion ab; 1977 habilitierte er sich ebendort. Bis zum Jahr 2000 lehrte er an verschiedenen deutschen Hochschulen. Daneben betrieb er von 1987 bis 1994 in Mönkeberg einen Verlag für skandinavische Literatur. Seit 2000 ist er als freier Übersetzer aus dem Schwedischen, Norwegischen, Dänischen und Isländischen ins Deutsche tätig. Besonders bekannt wurde er als Übersetzer der Werke von Henning Mankell, Arne Dahl und Per Olov Enquist. Wolfgang Butt lebt heute in dem französischen Ort Fontanes im Département Lot.
1996 wurde Butt mit dem Kulturpreis der Stadt Kiel ausgezeichnet.

## Schriften
- „Sterben“ und „Töten“ in der Sprache der altnordischen Dichter, Kiel 1967
- Mobilmachung des Elfenbeinturms, Neumünster 1977
- Ruhender Verkehr, Schacht-Audorf 2013

## Herausgeberschaft
- August Strindberg: Werke in zeitlicher Folge, Frankfurt am Main
  - 5. 1887 – 1888, 1984
- Der nahe Norden, Frankfurt am Main [u. a.] 1985 (herausgegeben zusammen mit Bernhard Glienke)
- August Strindberg: Ich dichte nie, Frankfurt am Main 2000 (herausgegeben zusammen mit Renate Bleibtreu)

## Übersetzungen
- Kjell Askildsen: Eine weite, leere Landschaft, Kiel 1992
- Bergman über Bergman, München [u. a.] 1976
- Arne Dahl: Böses Blut, München [u. a.] 2003
- Arne Dahl: Bußestunde, München [u. a.] 2013
- Arne Dahl: Dunkelziffer, München [u. a.] 2010
- Arne Dahl: Der elfte Gast, München [u. a.] 2014
- Arne Dahl: Falsche Opfer, München [u. a.] 2004
- Arne Dahl: Maria und Artur, München 2008
- Arne Dahl: Opferzahl, München [u. a.] 2011
- Arne Dahl: Rosenrot, München [u. a.] 2006
- Arne Dahl: Tiefer Schmerz, München [u. a.] 2005
- Arne Dahl: Totenmesse, München 2009
- Arne Dahl: Ungeschoren, München 2007
- Einar Már Guðmundsson: Vorübergehend nicht erreichbar, München 2011 (übersetzt zusammen mit Angela Schamberger)
- Lena Einhorn: Menschenhandel unterm Hakenkreuz, Stuttgart 2002
- Peter Englund: Schönheit und Schrecken, Berlin 2011
- Peter Englund: Die Verwüstung Deutschlands, Stuttgart 1998
- Per Olov Enquist: Ein anderes Leben, München 2009
- Per Olov Enquist: Auszug der Musikanten, München [u. a.] 1982
- Per Olov Enquist: Der Besuch des Leibarztes, München [u. a.] 2001
- Per Olov Enquist: Das Buch der Gleichnisse, München 2013
- Per Olov Enquist: Das Buch von Blanche und Marie, München [u. a.] 2005
- Per Olov Enquist: Gestürzter Engel, München [u. a.] 1987
- Per Olov Enquist: Großvater und die Schmuggler, München 2011
- Per Olov Enquist: Großvater und die Wölfe, München [u. a.] 2003
- Per Olov Enquist: Kapitän Nemos Bibliothek, München [u. a.] 1994
- Per Olov Enquist: Die Kartenzeichner, München [u. a.] 1997
- Per Olov Enquist: Lewis Reise, München [u. a.] 2003
- Kenne Fant: Alfred Nobel, Basel [u. a.] 1995
- Gabi Gleichmann: Das Elixier der Unsterblichkeit, München 2013 (übersetzt zusammen mit Kerstin Hartmann)
- Beate Grimsrud: An einer Axt vorbeischleichen, Köln 2006 (übersetzt zusammen mit Julia Gschwilm)
- Ragnar Hovland: Dr. Munks Vermächtnis, München 2002
- Ragnar Hovland: Der Himmel ist leer, Hamburg 1999
- Ragnar Hovland: Nebengleise, Münster 1996
- Ragnar Hovland: Paradies, Frankfurt am Main 2000
- Ragnar Hovland: Über den Wassern schweben, München 2001
- Zlatan Ibrahimović: Ich bin Zlatan Ibrahimović, München 2013
- Edvard Koinberg: Herbarium amoris, Köln 2009 (übersetzt zusammen mit Nils Köster)
- Henning Mankell: Die Brandmauer, Wien 2001
- Henning Mankell: Der Chinese, Wien 2008
- Henning Mankell: Die falsche Fährte, Wien 1999
- Henning Mankell: Der Feind im Schatten, Wien 2010
- Henning Mankell: Die fünfte Frau, Wien 1998
- Henning Mankell: Kennedys Hirn, Wien 2006
- Henning Mankell: Mittsommermord, Wien 2000
- Henning Mankell: Mord im Herbst, Wien 2013
- Henning Mankell: Die Pyramide, München 2004
- Henning Mankell: Die Rückkehr des Tanzlehrers, Wien 2002
- Henning Mankell: Vor dem Frost, Wien 2003
- Henning Mankell: Wallanders erster Fall und andere Erzählungen, Wien 2002
- Henry Parland: (z. B. schreiben wie gerade jetzt), Stuttgart 1984
- Niklas Rådström: Engel unter Schatten, Frankfurt am Main 1996
- Kirsten Sørrig: Große Schwester, kleiner Bruder, Bern [u. a.] 1991 (übersetzt zusammen mit Kerstin Hartmann)
- Henrik Stangerup: Bruder Jacob oder Die Reise zum Paradies, München 1995
- Henrik Stangerup: Es ist schwar, in Dieppe zu sterben, München 1998
- Henrik Stangerup: Der Weg nach Lagoa Santa, Mönkeberg 1988
- Po Tildholm: So feiern die Schweden, Stockholm 2009
- Thorgils saga ok Hafliða, Leverkusen 1990
- Alexander Weiss: Bericht aus der Klinik und andere Fragmente, Frankfurt am Main 1978 (übersetzt zusammen mit Lutz Fischer)